# Antonio Romañá Pujó
Antonio Romañá Pujó (Barcelona, 21 de marzo de 1900 - 12 de octubre de 1981) fue un jesuita y matemático español, miembro de la Real Academia de las Ciencias Exactas, Físicas y Naturales.
Ingresó en la Compañía de Jesús el 9 de octubre de 1917, en el noviciado de Gandía. En 1929 obtuvo el grado de Doctor en Ciencias Exactas, con premio extraordinario en la Universidad de Madrid. El 27 de agosto de 1932 se ordenó sacerdote en Valkenburg.
Fue doctor en Ciencias Exactas, Director honorario del Observatorio del Ebro, Corresponsal de la Academia Colombiana de Ciencias de Bogotá, de la Academia de Ciencias de Lisboa, de la Real Academia de Ciencias y Artes de Barcelona, de la de Ciencias, Bellas Letras y Nobles Artes de Córdoba, de la de San Romualdo de San Fernando (Cádiz), del Instituto de Coímbra, Socio de honor de la Astronómica de México. Miembro de la Unión Astronómica Internacional,de la Unión Internacional de Geodesia y Geofísica, de la de Radio Científica y de numerosos comités de las mismas, Presidente del Patronato Alfonso el Sabio del CSIC y de la Comisión Nacional del ICSU, Vicepresidente de la Asociación Española para el Progreso de las Ciencias y de la Sociedad Astronómica de España y América, Secretario de la Unión Nacional de Astronomía y Ciencias Afines, Vocal de la Comisión Nacional de Investigación del Espacio, jefe del Servicio Internacional de Real Academia de Ciencias Variaciones Magnéticas Rápidas y Corrientes Telúricas.
Entre su obras destacan: El llamado efecto-Tierra en la actividad solar, El predominio de las manchas solares al Este del meridiano central y la inclinación de sus ejes hacia el Oeste, “Contribución al estudio de la influencia de la Luna en
las corriente Telúricas”, “Sobre el carácter general de la clasificación de las bahías geomagnéticas y su ley de aparición durante el día”, “Le Monde, son origine et sa structure aux regards de la Science et de la Foi” (cinco ediciones francesas entre 1935 y 1959, traducido dos veces al inglés y al italiano, alemán y castellano), “La amplitud de la variación magnética diurna en las proximidades del Ecuador”, “Las Corrientes Telúricas en Tortosa a fines del siglo pasado”, “Provisional Atlas of Rapid Variations”, “Geomagnetic data: Rapid variations” (anualmente de 1957 en adelante), “Sobre algunas singularidades de la curva de frecuencia de horas con pc en los Observatorios de la zona ecuatorial”, “Idea sobre el estado actual de la Cosmología”, “El problema de la vida fuera de la tierra”, “La difusión del sistema de Copérnico en el mundo”, etc.
Fue colaborador de la Enciclopedia Espasa, redactando artículos sobre Matemáticas como Variación, Torsión, Tractriz, Velocidad y otros.
Observó en Guinea Española el eclipse total de sol de 25 de febrero de 1952; organizó en Madrid varias asambleas internacionales (IQSY 1965, LASPEI-IAGA 1969, ICSU 1970); presidió los Symposia de Variaciones Rápidas de Copenhague (1957) y Utrech (1959); reconstruyó el Observatorio destruido durante la Guerra Civil; 
Condecorado con la gran Cruz de Alfonso el Sabio y de Isabel La Católica; Medalla de Oro al Mérito en el Trabajo; caballero de la Legión de Honor. 